# Lepisiota crinita
Lepisiota crinita är en myrart som först beskrevs av Mayr 1895.  Lepisiota crinita ingår i släktet Lepisiota och familjen myror. Inga underarter finns listade i Catalogue of Life.